# Мірей Інос
Мірей Інос (англ. Mireille Enos; (22 вересня 1975 , Канзас-Сіті, Міссурі ) — американська актриса, номінантка на премії «Еммі», «Тоні» та «Золотий глобус».

## Ранні роки
Інос народилася 1975 року в Канзас-Сіті, штат Міссурі (США). Її мати була учителькою з Франції, а батько — американцем із Техасу. У ранньому віці вона з батьками переїхала до Х'юстона, штат Техас. Інос виросла в громаді мормонів, оскільки її батько був місіонером, але в зрілому віці відійшла від релігії. Після закінчення школи в Х'юстоні, вона вступила до мормонського Університету Брігама Янга в Юті, де також навчалися її сестри та брати.

## Кар'єра

### 1994—2010
1994 року Інос дебютувала на телебаченні з невеликою роллю в драмі «Без згоди», головні ролі в якій зіграли Джилл Айкенберрі та Дженні Гарт. Дебютом у кіно стала роль в романтичній комедії 2001 року «Флірт зі звіром» з Ешлі Джад. Згодом вона продовжила кар'єру акторки, граючи невеликі ролі на телебаченні в епізодах таких серіалів як «Секс і місто», «Сильні ліки», «Врятуй мене», «Без сліду», «Розслідування Джордан», «CSI: Місце злочину», «Медіум», «Закон і порядок: Злочинні наміри» та «Теорія брехні».
Театральна кар'єра Інос включає низку ролей у спектаклях театрів Бродвею, так і невеликих офф-Бродвейських театрів. У 2005 році за виконання ролі Гані в постановці «Хто боїться Вірджинії Вульф?» Інос номінувалася на премію «Тоні» за найкращу жіночу роль другого плану в п'єсі.
У 2007 році вона почала зніматися у подвійній ролі сестер-близнюків у серіалі HBO «Велике кохання» і повернулася до основного акторського складу третього та четвертого сезонів.

### 2011— теперішній час
У 2011 році Інос отримала свою першу головну роль на телебаченні в серіалі AMC «Убивство», рімейку однойменного данського серіалу, зігравши детектива з відділу вбивств Сару Лінден. Інос стала однією з найбільш високо оцінюваних акторок на телебаченні у 2011 році, отримавши похвалу від критиків за виконання ролі нестандартного центрального персонажа. За роль у першому сезоні «Убивства» Інос номінувалася на премію «Еммі» за найкращу жіночу роль у драматичному телесеріалі, «Золотий глобус» за найкращу жіночу роль у телевізійному серіалі — драма та низці інших нагород. Серіал завершився у 2014 році після чотирьох сезонів.

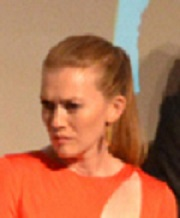
Інос на кінофестивалі в Торонто у 2013 році

Після прориву з роллю в «Убивстві», Мірей Інос отримала низку ролей на великому екрані. Вона знялася з Бредом Піттом у постапокаліптичному фільмі «Всесвітня війна Z», який зібрав у прокаті 540 млн доларів. Також вона грала дружину персонажа Джоша Броліна в «Мисливцях на гангстерів» і знялася разом із Різ Візерспун у кримінальній драмі «Вузол диявола». На початку 2014 року Мірей Інос з'явилася у фільмі «Саботаж», а пізніше у драмі «Якщо я залишусь». Також вона знялася з Раяном Рейнольдсом у фільмі «Полонянка», а як провідна актриса зіграла головну роль у трилері «Ви ніколи не були тут».
У 2015 році Інос запросили на провідну роль у серіал ABC «Улов», продюсером якого була Шонда Раймс.

## Особисте життя
Деякий час Мірей Інос зустрічалася з актором Девідом Гарбором, з яким вони разом грали в постановці «Хто боїться Вірджинії Вульф?». З 4 січня 2008 року Інос одружена з актором Аланом Раком. У подружжя є двоє дітей — донька Веспер Вів'єнн Рак (нар. 23.09.2010) та син Ларкін Зуї Рак (нар. 23.07.2014).

## Фільмографія
| Рік       |    | Українська назва                 | Оригінальна назва                     | Роль                            |
| --------- | -- | -------------------------------- | ------------------------------------- | ------------------------------- |
| 1994      | тф | Без згоди                        | Without Consent                       | Наомі                           |
| 1996      | тф | Обличчя Зла                      | Face of Evil                          | Бріанна Дваєр                   |
| 1999      | с  | Секс і місто                     | Sex and the City                      | Дженна                          |
| 2001      | ф  | Флірт зі звіром                  | Someone like You                      | Інструктор йоги                 |
| 2001      | с  | Освіта Макса Бікфорда            | The Education of Max Bickford         | Карла Берд                      |
| 2003      | с  | Сильні ліки                      | Strong Medicine                       | Ферн                            |
| 2004      | с  | Врятуй мене                      | Rescue Me                             | Карен                           |
| 2005      | кф | Переслідуючи Леонарда            | Chasing Leonard                       | Люсинда                         |
| 2006      | кф | Падають об'єкти                  | Falling Objects                       | Ізобел Вокер                    |
| 2006      | с  | Без сліду                        | Without a Trace                       | Джессіка Лоусон                 |
| 2006      | с  | Переговорювачі                   | Standoff                              | Дана                            |
| 2006      | с  | Акула                            | Shark                                 | Хлоя Горман                     |
| 2007      | с  | Розслідування Джордан            | Crossing Jordan                       | Сенді Уолш                      |
| 2007—2010 | с  | Велике кохання                   | Big Love                              | Джодін Маркварт / Кеті Маркварт |
| 2008      | с  | 4исла                            | Numbers                               | Грейс Ферраро                   |
| 2008      | с  | Медіум                           | Medium                                | Келлі Уінтерс                   |
| 2008      | с  | C.S.I.: Місце злочину Маямі      | CSI: Miami                            | Люсі Меддокс                    |
| 2009      | с  | Теорія брехні                    | Lie to Me                             | Черіл Емброуз                   |
| 2009      | с  | Закон і порядок: Злочинний намір | Law & Order: Criminal Intent          | Джуліанна Морган                |
| 2011—2014 | с  | Убивство                         | The Killing                           | Сара Лінден                     |
| 2013      | ф  | Мисливці на гангстерів           | Gangster Squad                        | Конні О'Мара                    |
| 2013      | ф  | Всесвітня війна Z                | World War Z                           | Карен Лейн                      |
| 2013      | кф | Дикі коні                        | Wild Horses                           | Міллс                           |
| 2013      | ф  | Вузол диявола                    | Devil's Knot                          | Вікі Хатчерсон                  |
| 2014      | ф  | Саботаж                          | Sabotage                              | Ліззі Мюррей                    |
| 2014      | ф  | Якщо я залишусь                  | If I Stay                             | Кет Холл                        |
| 2014      | ф  | Полонянка                        | The Captive                           | Тіна                            |
| 2015      | ф  | Ви ніколи не були тут            | You Were Never Here                   | Міранда Фолл                    |
| 2016—2017 | с  | Улов                             | The Catch                             | Еліс Он                         |
| 2016      | ф  | Кеті їде                         | Katie Says Goodbye                    | Трейсі                          |
| 2017      | ф  | Ніколи тут не була               | Never Here                            | Міранда Фолл                    |
| 2018      | с  | Електричні сни Філіпа К. Діка    | Philip K. Dick's Electric Dreams      | Мати                            |
| 2018      | с  | Моя вечеря з Ерве                | My Dinner with Hervé                  | Кеті Селф                       |
| 2018      | ф  | Ось моє серце                    | Dark Was the Night                    | Ненсі                           |
| 2018      | ф  | Не хвилюйся, він далеко не піде  | Don't Worry, He Won't Get Far on Foot | привид матері Джона             |
| 2019      | с  | Добрі передвісники               | Good Omens                            | Війна, вершник Апокаліпсису     |
| 2019—2021 | с  | Ханна                            | Hanna                                 | Мариса Віглер                   |
| 2020      | вг |                                  | NBA 2K21                              | Харпер Делл                     |
| 2020      | ф  | Брехня                           | The Lie                               | Ребека Марстон                  |

## Театр
| Рік  | Постановка                   | Роль             | Примітки |
| ---- | ---------------------------- | ---------------- | -------- |
| 2001 | The Invention of Love        | Кетрін Хаусман   |          |
| 2002 | Зимова казка                 | Пердіта (Втрата) |          |
| 2005 | Хто боїться Вірджинії Вульф? | Гані             |          |
| 2005 | Absurd Person Singular       | Єва              |          |

## Нагороди та номінації
| Рік  | Нагорода                    | Категорія                                            | Робота                       | Результат |
| 2005 | Премія «Тоні»               | Найкраща жіноча роль другого плану у п'єсі           | Хто боїться Вірджинії Вульф? | Номінація |
| 2011 | Вибір телевізійних критиків | Найкраща жіноча роль у драматичному серіалі          | Вбивство                     | Номінація |
| 2011 | Прайм-таймова премія «Еммі» | Найкраща жіноча роль у драматичному телесеріалі      | Вбивство                     | Номінація |
| 2011 | Премія «Супутник»           | Найкраща жіноча роль у телевізійному серіалі — драма | Вбивство                     | Номінація |
| 2012 | Золотий глобус              | Найкраща жіноча роль у телевізійному серіалі — драма | Вбивство                     | Номінація |
| 2012 | Сатурн                      | Найкраща телеакторка                                 | Вбивство                     | Номінація |
| 2013 | Сатурн                      | Найкраща телеакторка                                 | Вбивство                     | Номінація |